# Ammo Baba
Emmanuel Baba Dawud, conegut com a Ammo Baba (siríac: ܥܡܘ ܒܒܐ; àrab: عمو بابا, ʿAmmū Bābā) (Bagdad, 27 de novembre de 1934 – Duhok, 27 de maig de 2009), fou un futbolista iraquià, d'ètnia assíria, de les dècades dels anys 1950 i 1960 i posteriorment entrenador de futbol.
Entre els principals clubs on jugà destaquen Al-Haris Al-Maliki, Al-Athori i Al-Quwa Al-Jawiya. Fou l'autor del primer gol de la selecció de l'Iraq, l'any 1957 davant el Marroc. Va viure una molt llarga carrera com a entrenador, dirigint, entre d'altres, la selecció d'Iraq en diverses ocasions.

## Referències

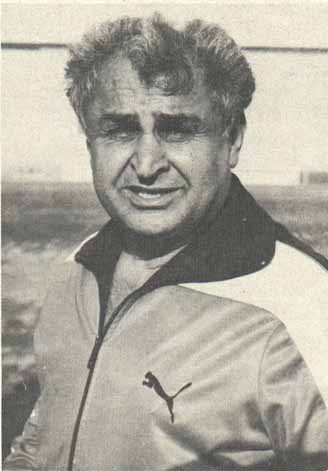
Ammo Baba el 1979.